# Vivian Sredl
Vivian Sredl (geboren 20. August 1951) ist eine deutsche Juristin. Sie war von 1991 bis 2015 Richterin am Bundespatentgericht in München.

## Beruflicher Werdegang
Nach dem Studium der Rechtswissenschaft schlug Sredl eine Laufbahn im Höheren Verwaltungsdienst ein und war schließlich Regierungsdirektorin.
Sredl wurde zum 18. November 1991 als Richterin kraft Auftrags an das Bundespatentgericht berufen. Ein Jahr später wurde sie zur Richterin ernannt. Bis 2006 war sie als Juristin rechtskundiges Mitglied des 3. Senats, eines Nichtigkeitssenats, oder des 25. Senats, eines Marken-Beschwerdesenats und in beiden Senaten meistens Vertreterin des Vorsitzenden Richters. Vertretungen für die rechtskundigen Mitglieder übernahm sie für den 3. Senat und den 34. Senat. Zum 31. Oktober 2006 wurde sie Vorsitzende Richterin im 2. Senat, einem Nichtigkeitssenat. Ab 2010 war sie Mitglied des Präsidiums, mit einer Unterbrechung in 2014.
2015 wurde Sredl in den Ruhestand verabschiedet.

## Veröffentlichungen
- Das ergänzende Schutzzertifikat im deutschen Patentnichtigkeitsverfahren. In: GRUR. Gewerblicher Rechtsschutz und Urheberrecht. Band 103, Nr. 7, 2001, S. 596–600.